# Norrländska Socialdemokraten
Norrländska Socialdemokraten (NSD), eller Norrländskan som den också kallas lokalt, är en svensk dagstidning som grundades år 1918 (första numret utgavs 4 januari 1919) som Sveriges socialdemokratiska arbetarepartis regionala partiorgan sedan den ursprungliga tidningen, Norrskensflamman, hade övergått till det nybildade Sveriges socialdemokratiska vänsterparti vid partisplittringen 1917. Tidningen hade länge sitt huvudkontor i Boden, men flyttades, inte okontroversiellt, till Luleå 1976.
Tidningen har beteckningen socialdemokratisk, och är i dag den största morgontidningen i Norrbottens län och Sveriges största morgontidning med beteckningen socialdemokratisk.

## Ägare

### Tidigare
Tidningen ägdes tidigare av den regionala arbetarrörelsen och den socialdemokratiska kollegan Piteå-Tidningen till 51 procent. Resterande 49 procent ägdes då av det norska börsbolaget Orkla. Orkla Media AS såldes hösten 2006 till den brittiska mediejätten Mecom Group, vars norska dotterkoncern nu heter Edda Media. Dock ingick inte Orklas enda svenska tidning, NSD, i den försäljningen.

### Nuvarande
2007 skedde en radikal förändring i och med att den borgerliga tidningskoncernen Norrköpings Tidningar (som redan ägde NSD:s lokalkonkurrent, moderata Norrbottens-Kuriren) blev huvudägare i NSD och nu har 51 procent av aktierna, medan Piteå-Tidningen har 25,3 procent och den lokala arbetarrörelsen, via ägarbolaget Valrossen AB, har 23,7 procent. (Norrköpings Tidningar ägde sedan tidigare också den socialdemokratiska morgontidningen Folkbladet i Norrköping och centerpartistiska/socialdemokratiska tidningen Gotlands Tidningar samt de moderata bladen Västerviks-Tidningen och Gotlands Allehanda.)

## Samarbete inom Norrbottens Media-koncernen
Konsekvensen av sammanslagningen med Norrbottens-Kuriren blev att ett nybildat företag, Norrbottens Media AB, äger och driver de båda länstidningarna, som dock är tänkta att vara journalistiskt självständiga. Däremot ska de samarbeta om annat: Norrbottens-Kurirens redaktion flyttades till NSD:s tidningshus i utkanten av centrala Luleå, deras tidigare fastighet vid domkyrkan och stadshuset avyttrades, och båda tidningarna trycks i NSD:s tryckeri (där också Piteå-Tidningen sedan tidigare trycks), ty samordning och samverkan förväntades sänka tidningarnas omkostnader och därmed förstärka deras konkurrenskraft gentemot andra medier, inte minst de nya digitala medierna och gratistidningarna.

## Chefredaktörer
Administrerande chefredaktör:
- Oscar Wilhelm Lövgren, 1930-1947
- Henning Karlsson, 1947-1951
- Paul Björk, 1951-1956
- Lars Fagerström, 1956-1975
- Carl-Erik Pehrson, 1975-1984[2]
- Lars Lindberg, 1984-1989
- Carl-Olof Rydén, 1990-1991[3]
- Torbjörn Bergmark, 1992-1993 [4]
- Lennart Håkansson, 1995-2009[5]
- Anders Ingvarsson, 2009-2012
- Kalle Sandhammar, 2012-2016